# Boba Fett
Boba Fett és un personatge de ficció de les pel·lícules de l'univers de La Guerra de les Galàxies. Aquest personatge apareix als episodis II, IV, V i VI, Boba Fett és un dels clons de Jango Fett, que no va ser alterat genèticament i va ser adoptat com a fill propi pel reconegut caça-recompenses. Va néixer al planeta Kamino on va viure fins a deu anys. Dies després va perdre al seu pare a Geonosis quan un Jedi (Mace Windu) el va decapitar davant dels seus ulls. També ha aparegut a la segona temporada de Star Wars, L'atac dels Clons, en videojocs, còmics i en novel·les de l'univers expandit. A l'univers de La Guerra de les Galàxies, és un dels personatges més famosos, a les pel·lícules, en els episodis clàssics l'interpreta l'actor Jeremy Bulloch.

## Història
Boba Fett va néixer, o més aviat va ser clonat, al planeta Kamino, on va viure fins a deu anys. Va haver de fugir d'allà precipitadament a la seva nau, l'Esclau I, quan Obi-Wan Kenobi va intentar capturar al seu pare. Escaparen, però el Jedi va aconseguir col·locar-los un transmissor al casc de la nau i seguir-los fins a Geonosis. Poc abans d'arribar Jango i Boba van descobrir el caça Jedi d'Obi-Wan i, després d'entaular combat amb ell, van creure haver-lo destruït i van aterrar al planeta. A la sorra de Geonosis, Jango Fett, el seu pare, va ser decapitat a mans del Mestre Jedi Mace Windu, acte que va ser presenciat a distància per Boba.
Boba va seguir els passos del seu pare Jango i es va tornar eficaç a la seva feina, tenint fama a nivell galàctic de ser el millor caça-recompenses. El seu primer treball oficial va ser per a Jabba el Hutt, i va consistir a assassinar Gilramos Libkath, un cap d'una banda de lladres a Tatooine.

### Alguns errors del seu origen històric
L'anterior origen històric d'aquest personatge es remunta cap al 17 de novembre de 1978, en un especial televisiu transmès per la cadena CBS, fent després el salt a la pantalla gran, per participar posteriorment a tota la saga (II, IV, V i VI) de Star Wars. Segons aquest fet recol·lectat de l'Univers Expandit de Star Wars en els còmics, el seu origen com a personatge sempre va estar lligat, abans dels esdeveniments de l'episodi quatre, a una època en la qual suposadament es va exercir com a oficial mandalorià de forces de la Llei, fent-se cridar Jaster Meerel, protector de viatgers. En matar un company deslleial i corrupte, Jaster va ser destituït per aquest crim i bandejat de Concord Down, desapareixent per llarg temps. Entre el seu desterrament i els successos d'Una Nova Esperança, suposadament hauria entrat a l'Acadèmia Imperial, servint com a Stormtrooper durant un període desconegut, així com desconegudes són les raons per les quals va abandonar l'Imperi i es va convertir en Boba Fett, caça-recompenses intergalàctic. Boba Fett és un clon de Jango Fett. Van triar Jango Fett per crear els clons de l'exèrcit republicà per ser un bon caça-recompenses, i a canvi, li van donar un fill (clon d'ell mateix), anomenat Boba Fett.
Cal citar que alguns d'aquests errors han estat corregits amb la sèrie de còmics especials, i la sèrie de televisió Star Wars: La Guerra dels Clons.

## Biografia de ficció
Boba Fett, era reconegut com un dels millors caça-recompenses de la galàxia. La procedència de Boba Fett era la mateixa que els clons dels exèrcits de la República que varen lluitar a les Guerres clon, ja que era un clon de Jango Fett, el qual destacava com a caça-recompenses amb un gran talent i molt hàbil en la seva feina. Aquest va ensinistra el seu fill (clon) que havia heretat les seves habilitats, tots dos tenien un caràcter fred i calculador, la qual cosa els anava a meravella per a la seva feina.
Boba va seguir els passos del seu pare Jango i es va tornar eficaç en la seva feina, amb fama a nivell galàctic de ser el millor caça-recompenses. Per descomptat, la corrupta situació imperial el va afavorir enormement per complir les seves missions. Va tenir certs conflictes amb l'aliança rebel en el planeta Bespin i a Tatooine on molts creuen que va morir a l'estómac del gran Sarlacc. Boba va dur el bloc de Carbonita, en el qual estava confinat Han Solo, des de Bespin fins a Tatooine i el va vigilar personalment al palau de Jabba el Hutt.